# پلینفیلد (پنسیلوانیا)
پلینفیلد (به انگلیسی: Plainfield) یک منطقهٔ مسکونی در ایالات متحده آمریکا است که در شهرستان کامبرلند، پنسیلوانیا واقع شده‌است. پلینفیلد ۱٫۶۷ کیلومتر مربع مساحت و ۳۹۹ نفر جمعیت دارد و ۱۵۵٫۱۵ متر بالاتر از سطح دریا واقع شده‌است.